# Перевалочна
Перевалочня, Перевалочна (біл. Перавало́чня, Перавалочная) — річка в Климовицькому районі Могильовської області Білорусі, ліва притока річки Лабжанка (притока річки Сож, басейн Дніпра).
Довжина річки 16 км. Площа водозбору 54 км². Середній нахил водної поверхні 1,1 м/км. Витік річки знаходиться в напрямку на схід від села Луб'янка. Впадає в Лабжанку біля міста Климовичі і агромістечка Тиманове. Водозбір на південному сході Оршансько-Могильовської рівнини. Біля агромістечка Тиманове на річці водосховище.
Біля річки розташовані села Луб'янка, Семенівка, Кукуєвка, Зграйка, Дорогинь, агромістечко Тиманове.